# Danska Hollywoodfruar
Danska Hollywoodfruar är en dansk dokumentärserie från 2010 på TV3 Danmark där man följer fyra fruar som är uppvuxna i Danmark och som har flyttat till Hollywood i USA. Medverkade är Ines Romero, Kirsten Prosser, Lisa Aybike Kir och Simone Levin.. Berättarröst är Louis Lind. Programmets har efter originalvisningen i Danmark visats i Sverige på TV3 med svensk berättarröst av My Holmsten.